# Épigramme
Ne doit pas être confondu avec épigraphe.
Pour les articles homonymes, voir Épigramme (homonymie).
 (février 2021).

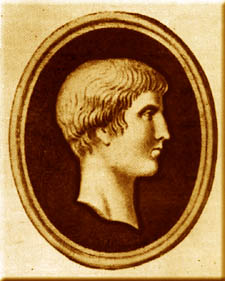
Martial, auteur d’Épigrammes.

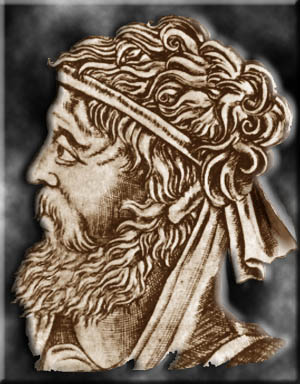
Catulle, auteur d’épigrammes.

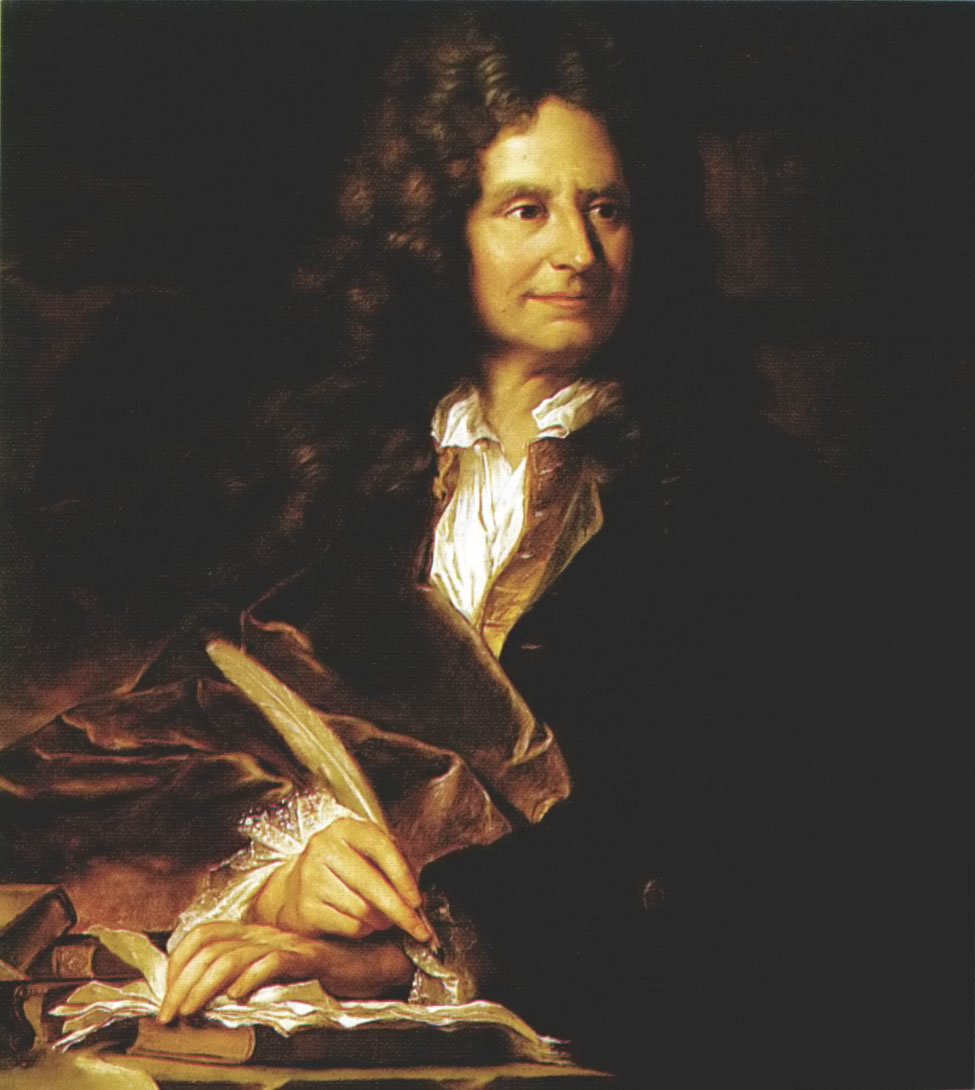
Boileau, auteur d’épigrammes.

À l’origine, une épigramme (du grec ancien ἐπίγραμμα / epígramma signifiant « inscription ») est une inscription, d’abord en prose, puis en vers, qu’on gravait sur les monuments, les statues, les tombeaux et les trophées, pour perpétuer le souvenir d’un héros ou d’un événement. À partir du IVe siècle, l’épigramme devient une petite pièce de poésie sur un sujet quelconque, imitant par sa brièveté les inscriptions, offrant une pensée ingénieuse ou délicate exprimée avec grâce et précision[Selon qui ?]. Enfin, à partir du XVIe siècle, le genre se spécialise[Quoi ?] dans le mot d’esprit : l’épigramme renferme généralement une pointe assassine, ou parfois grivoise.
Les plus anciennes épigrammes ne revêtent qu'un caractère pratique, visant à identifier le propriétaire de l'objet ou la personne à qui il est dédié. Le premier auteur d’épigrammes, selon la tradition grecque, est Simonide de Céos (Hérodote, VII, 228, 4), qui vécut à la fin du VIe siècle av. J.-C. C'est de cette même époque que date la première épigramme signée connue ; il s'agit d’une dédicace d’Ion de Chios à Delphes.

## L'épigramme grecque
À partir du IVe siècle av. J.-C., l’épigramme devient un genre littéraire, que nous connaissons principalement par le biais d'anthologies. La mythologie, l’histoire, les arts, les découvertes et l'amour en sont souvent le sujet. La première épigramme grecque remonte au IIIe siècle av. J.-C. : il s'agit du Monceau, probablement l’œuvre d’Hédylus de Samos. Au IIe siècle av. J.-C., Méléagre de Gadara produit l’une des plus célèbres collections, la Couronne, dont le titre sera repris par Philippe de Thessalonique, contemporain de Claude ou Néron. « Par la voix d’Alcée, l’épigramme inspira aux hommes l’amour de la liberté, la haine des tyrans ; avec Simonide, elle célébra l’affranchissement de la Grèce ; Anacréon lui fit chanter l’amour et le vin ; Archiloque l’arma d’une pointe acérée, mortelle ; Platon et ses disciples, saint Grégoire même, lui prêtèrent leur divine éloquence ». La nécessité où était le poète de renfermer sa pensée dans un court espace le conduisait à donner à l’expression de la force et du trait.
Les épigrammes grecques sont tantôt érotiques, comme celle-ci de Méléagre de Gadara : « Abeille qui vis du suc des fleurs, pourquoi, t’élançant de leurs calices parfumés, viens-tu te poser sur Héliodora ? Est-ce que tu veux nous apprendre qu’elle aussi a dans son cœur l’aiguillon de l’amour, si doux et si amer ?… Eh bien ! bonne conseillère, retourne à tes fleurs. Depuis longtemps nous le savons aussi bien que toi ». Tantôt elles sont funéraires et contiennent une réflexion philosophique discrète, comme la suivante de Simonide : « Tu es mort, vieux Sophocle, la gloire des poètes, étouffé par un grain de raisin », ou une leçon pratique, comme celle-ci, de Julien d’Égypte : « Souvent je l’ai chanté, et du fond de ma tombe je le crierai : Buvez, avant que vous ne soyez, comme moi, un peu dépoussiéré » Tantôt aussi elles sont amèrement satiriques, comme celle d’Antiphane contre l’engeance des grammairiens, qui, au lieu de cueillir les fleurs, dévorent les racines et s’acharnent, comme de vils insectes, après les beaux vers. Elles peuvent être encore votives, descriptives, exhortatives ou morales. Quelques-unes étaient élogieuses avec une pointe de raillerie, comme celle sur la Vénus de Praxitèle, traduite par Voltaire.
Un très grand nombre d'épigrammes en grec ancien nous sont parvenues par le biais d'un volumineux recueil, l’Anthologie grecque (aussi appelée Anthologie Palatine), qui rassemble des auteurs d'époques très diverses, des derniers siècles av. J.-C. jusqu'à l'époque byzantine, et qui a connu de nombreuses éditions, dont celle de l'érudit byzantin Maximus Planudes au XIIIe siècle.

## L'épigramme latine
Chez les Latins, l’épigramme aborda d’abord un ensemble de sujets assez restreints. Les poètes se servirent de sa forme métrique et concise pour exprimer leurs sentiments personnels de haine ou d’amour, de colère ou de tendresse. Catulle imita les Grecs en tentant de donner à ses épigrammes un tour spirituel, tout en leur imprimant une allure satirique plus prononcée, frappant avec vigueur la corruption de la société romaine, les dilapidateurs, les intrigants, sans oublier les mauvais écrivains dont il trouvait les écrits « bons à envelopper les sardines et les anchois ». Ses peintures étaient souvent obscènes, ses expressions grossières et cyniques.
Sous la plume de Martial au IIe siècle, l’épigramme devint encore plus âpre et plus amère. Tout en s’appropriant la forme des Grecs, il imagina de réserver pour la conclusion le relief, le trait que Catulle répandait dans chacun de ses vers. Ses Épigrammes gagnèrent en imprévu. Elles étaient souvent élégantes, spirituelles et empreintes de l’atticisme de forme que les anciens aimaient à conserver jusque dans la grossièreté des idées ou la licence des tableaux. Son œuvre a été appréciée à la fois par les grammairiens et les Pères de l’Église, pour des raisons certes différentes.

## À l'époque byzantine
Beaucoup d’épigrammes nous ont été conservées dans des recueils de l’époque byzantine. Les deux plus célèbres sont l’Anthologie palatine (Xe siècle), qui reproduit le travail de compilation de Constantin Céphalas et l’Anthologie de Planude (1301), également dérivée de l'anthologie de Céphalas, œuvre du moine Maxime Planude.

## L'épigramme chez les Modernes
En passant chez les modernes, l’épigramme perdit la signification qu’elle avait eue chez les Grecs et la langue française a donné une acception exclusivement satirique à ce mot. Une opinion assez générale la restreint au genre satirique, selon la définition de Boileau : « L’épigramme, plus libre en son cours plus borné, // N’est souvent qu’un bon mot de deux rimes orné ». Par suite de cette signification de malignité, on a donné à ce type d'épigrammes le nom d’épigrammes à la grecque. C’est en France que cette petite poésie a peut-être été le plus heureusement cultivée. Dès le XVIe siècle, Clément Marot est admiré pour la délicatesse, l’élégante simplicité et la verve de ses épigrammes. Au XVIIe et au XVIIIe siècle, ce fut l’arme dont se servirent presque tous les poètes dans leurs querelles littéraires.
Comme en littérature, l’épigramme s’est rendue redoutable aussi en politique. Durant la Fronde cette sorte de satire en petit se fit jour dans les mazarinades, et, parmi les pamphlets de la Révolution, les Actes des apôtres sont remplis d’âpres et sanglantes pointes. L’épigramme politique n’est pas seulement, en France, l’abus des époques agitées ou trop libres ; elle est, sous les régimes d’oppression, la revanche de l’esprit contre la force.
Parmi les auteurs célèbres d'épigrammes de l'époque, La Fontaine, avec sa naïveté pleine de malice, Racine, avec son irritable sensibilité, Voltaire, avec son inexorable bon sens, Piron, Rousseau, Lebrun, etc.
La célèbre épigramme suivante est due à Voltaire :
L’autre jour au fond d’un vallon,
Un serpent piqua Jean Fréron.
Que croyez-vous qu’il arriva ?
Ce fut le serpent qui creva.

## AuXIXesiècle
Sous le premier Empire, une foule de traits lancés par des mains clandestines n’en devenaient pas moins populaires et restaient attachés aux idoles du jour. Napoléon lui-même, sa passion de la guerre, ses institutions improvisées, ses ministres, ses flatteurs surtout, étaient en butte à des épigrammes d’une incroyable violence, comme celle sur la colonne Vendôme, ou d’une grossièreté malicieuse, comme celle contre la complaisance du critique Geoffroy et du Sénat. 
Au début de la monarchie de Juillet, l’épigramme est omniprésente dans les journaux.

## AuXXesiècle
L'une des plus mordantes et l'une des plus politiques de ce siècle coûta la vie à son auteur. Il l'écrivit contre le « montagnard du Kremlin », un certain Joseph Staline. Cette épigramme de seize vers se révèle être un « poème civique » selon l'auteur. Cette épigramme contre Staline s'avère être un portrait satirique d'une rare violence, par le poète russe Ossip Mandelstam qui, selon ses propres paroles, ne pouvait plus se taire, devant tant de tyrannie.

### Sources
- Gustave Vapereau, Dictionnaire universel des littératures, Paris, Hachette, 1876, p. 711-2
- Epigramme.fr, site qui propose de nombreuses épigrammes